# Accettura
Accettura es un municipio de Italia situado en la provincia de Matera, en la Basilicata. Cuenta con 2.055 habitantes (2009). Es la sede del parque natural de Gallipoli Cognato - Piccole Dolomiti Lucane.

## Geografía
El territorio está cubierto de bosques y pastos. Por todo el país hay varios montes como el Manche, Gallipoli, Montepiano, y Vallefredda Tempacortaglie. Accettura se encuentra a una altitud de 770 m. y limita al norte con los municipios de Campomaggiore (PZ) y Calciano, al este con Oliveto Lucano y San Mauro Forte, al sur con Stigliano y Cirigliano, y al oeste con Pietrapertosa (PZ). Es parte de la Comunità Montana Collina Materana.

## Etimología
La palabra, según algunos, viene de la palabra acceptor, que en latín es Accipiter. Según otros autores puede derivar del símbolo del país, formado por dos accette (pequeña hacha), y también del latín accepta (pequeña parcela de tierra).

## Historia
Los orígenes de Accettura se remontan a la época de la Magna Grecia, cuando se llamaba Acceptura.
En la Alta Edad Media, surgió un primer núcleo habitado en un área conocida como Raja, probablemente, constituido por gente de Gallipoli, Costa di Raja y un centro fortificado en la zona de Croccia-Cognato. Todavía se observan los restos de una fortificación de planta cuadrada rodeada de aldeas. 
La primera mención oficial al lugar es de una bula del Papa Nicolás II del 1060, enviada a la curia del obispo de Tricarico: en el documento se hace referencia al país de Achitorem.
En el siglo X fue parte del feudo de Montescaglioso. En el 1272, la ciudad fue completamente destruida por un incendio. Poco tiempo después, Carlos I de Anjou ordenó su reconstrucción. 
En su historia, Accettura fue propiedad de diferentes familias: Bazzano, la Della Marra, la Ponsiaco, la Carafa, la Colonna y la Spinelli (que se mantuvo hasta el final del siglo XIX).

## Demografía
| Gráfica de evolución demográfica de Accettura entre 1861 y 2001 |
|                                                                 |
| Fuente ISTAT - elaboración gráfica de Wikipedia                 |

## Economía
La economía se basa principalmente en el ganado y los cultivos de grano (que afectan al 73% de las tierras cultivadas). 
El sector industrial está compuesto principalmente por empresas de construcción, de la industria manufacturera o de carácter artesanal. También están presentes compañías alimentarias y mecánicas. El sector de los servicios se basa principalmente en las ventas al por menor de muebles o de los alimentos. 
El turismo, que se centra en las raíces medievales del país, no está bien desarrollado. Sin embargo, hay numerosos hoteles y restaurantes. 
Típico de la zona es la producción de ladrillos y tejas, fabricados según la tradición en un viejo horno.

## Monumentos y lugares de interés

### Iglesias
- Iglesia de la Anunciación - Iglesia de estilo barroco, reconstruida sobre un edificio preexistente. En el interior, se conserva una estatua de madera de la Virgen con Jesús del siglo XVI. También de interés es la ventana ojival de la iglesia, que data de siglo XIV.

- Iglesia Catedral de San Nicolás - Anterior al siglo XVI, ha sufrido múltiples remodelaciones. De particular interés es la campana fundida en el 1611 por Gaspar de Missanello, el crucifijo de madera (siglo XV), las estatuas de madera de San Antonio Abad (siglo XVI), San Julián, Santa Filomena y San Pascual (mediados del siglo XVIII) y un cuadro de María Magdalena, las tres Marías y San Juan al pie de la cruz (siglo XVIII).

- Iglesia de San Antonio - Anteriormente fue un convento de frailes franciscanos. Se conservan los cuadros del siglo XVII, probablemente de Pietrafesa.

- Capilla de los Santos Juan y Pablo, en la localidad de Valdienna.

- Capilla de Santa María de las flores o de Ermoli - Data del siglo XVIII, en la localidad de Ermoli.

- Iglesia de Santa Clara de Gallipoli - Conserva cuadros de autor desconocido datados a finales del siglo XVI.

### Monumentos
- Palacios nobiliarios de las familias Amodio, Spagna y Nota.

- Fontana Francesca - lugar donde se encontraron bandidos y la Guardia Nacional el 7 de agosto de 1862, cerca del bosque de Montepiano.

### Lugares naturales
- Bosque Comunal de Montepiano. Este bosque se extiende por el territorio de cuatro municipios: Accettura, Cirigliano, Stigliano y Pietrapertosa. En su interior se encontraron numerosos restos de fortificaciones y estatuas votivas de terracota de los siglos IV a. C.-III a. C.

- Bosque de Gallipoli-Cognato. En el interior de la Reserva Natural homónima (donde se pueden ver alces y ciervos confinados en recintos faunísticos) es el área arqueológica del Monte Crocci, donde se conservan restos de murallas que datan del VI y siglo VII a. C.

- Serra Rosa. Hay ruinas de un castillo y de otros edificios medievales.